# Когда я стану великаном
«Когда я стану великаном» — детский художественный фильм, снятый на киностудии им. М. Горького (Ялтинский филиал) в 1978 году режиссёром Инной Туманян.
Лента является перенесением в реалии конца 1970-х годов мотивов «мушкетёрских» романов.

## Сюжет
Времена меняются — меняются герои…

Но как часто мы возвращаемся к храбрым и благородным мушкетёрам, к Д’Артаньяну и Сирано де Бержераку, играя на сцене или в жизни…
Главный герой — восьмиклассник Петя Копейкин, «отъявленный хулиган» — по выражению учителя, срывает школьный спектакль «Сирано де Бержерак» из-за того, что ему не нравится назначение одноклассника-выскочки Феди Ласточкина на роль Сирано. С этого события начинается история «а-ля Сирано» между Копейкиным и Ласточкиным.
Невзрачный Петя, страдающий от маленького роста, находящийся всегда в центре внимания, влюблён в одноклассницу Машу Горошкину. Маша увлечена посредственным новичком-девятиклассником Колей Кристалловым. Копейкин соглашается на роль посредника в их взаимоотношениях: Кристаллову передаёт записку от Маши, а зная любовь Маши к поэзии, пишет и передаёт Кристаллову стихи, а тот по просьбе Копейкина выдаёт их за свои.
Маша принимает это за чистую монету и считает, что Кристаллов хороший поэт и вообще «универсал» (он ещё и баскетболист). В общем, Петя благородно старается сделать всё, чтобы «сбылось как Маша хочет».
Ситуацией спешит воспользоваться Федя Ласточкин в отместку за сорванный спектакль и другие «выходки» Пети — открывает глаза Кристаллову на влюблённость Копейкина в Горошкину. Кристаллов, получив неопровержимые доказательства этого, высказывает всё Копейкину («Ты не можешь ей нравиться!»). Поскольку Копейкин и Горошкина живут в соседних подъездах, но балконы их рядом, Маша всё слышит и понимает, чьи были на самом деле стихи, что Копейкин, будучи в неё влюблён, показал истинное благородство, а Кристаллов — пустышка…

## В ролях
- Михаил Ефремов — Петя Копейкин
- Наташа Сеземан — Маша Горошкина
- Лия Ахеджакова — Джульетта Ашотовна («Смайлинг»), преподавательница английского языка
- Инна Ульянова — Эльвира Павловна, член родительского комитета школы
- Марина Шиманская — Лидия Николаевна, преподавательница русской литературы
- Олег Ефремов — Сергей Константинович, представитель ГорОНО
- Владимир Качан — Николай Николаевич (Коля), шофёр такси, зять Джульетты Ашотовны
- Алёша Дмитриев — Коля Кристаллов
- Андрей Васильев — Федя Ласточкин
- Арсен Багратуни — Пайкин

### В эпизодах
- А. Говоровский — одноклассник Копейкина
- В. Москвин
- Александр Панков — Филипп, младшеклассник, друг Копейкина
- Н. Холодкова — Травкина, подруга Горошкиной
- М. Кузнецов
- А. Диментман — одноклассница Копейкина
- Ю. Нишуков
- Оля Соколова
- В. Заворотный
- В титрах не указаны:
  - Ирина Дитц — придворная дама
  - Вера Ивлева — покупательница «лишнего билетика»
  - Александр Кузнецов — учитель литературы
  - Ной Авалиани — герцог-фехтовальщик

## Съёмочная группа
- Сценарий — Александра Кузнецова, Ины Туманян
- Постановка — Ины Туманян
- Главный оператор — Валерий Гинзбург
- Художник-постановщик — Борис Комяков
- Композитор — Евгений Геворгян
- Звукооператор — Николай Шарый
- Режиссёры — Л. Князев, А. Локосов
- Операторы — О. Рунушкин, Виктор Ульянкин, А. Крупников
- Художник по костюмам — Т. Дмитриева
- Художник по гриму — М. Маркзицер
- Балетмейстер — Ной Авалиани
- Ассистенты:
  - режиссёра — И. Колева, В. Зуев
  - художника — В. Волченков
  - звукооператора — С. Гультаев
- Монтаж — Е. Заболоцкой
- Редактор — И. Добровольская
- Мастер по свету — Борис Маргулян
- Цветоустановщик — Лия Рэдулеску
- Государственный симфонический оркестр кинематографии СССР
  - Дирижёр — Мартын Нерсесян
- Музыкальный редактор — Наталья Строева
- Директор фильма — Юрий Обухов

## Звуковая дорожка
- В эпизодах фильма упоминаются:
  - песня «Прощай!» В. Добрынина и Л. Дербенёва (школьник напевает перед одноклассницами);
  - песня «Нам нужна одна победа» Булата Окуджавы из кинофильма «Белорусский вокзал» (исполняется в ночной очереди за билетами на спектакль Большого драматического театра);
  - фрагмент композиции Франца Шуберта (исполняется Джульеттой Ашотовной своему зятю);
  - песня «Соловьиная роща» Льва Лещенко, авторы Д. Тухманов и А. Поперечный (исполняется зятем Джульетты Ашотовны);
  - песня «Листья жёлтые» Р. Паулса на стихи Яниса Петерса в переводе И. Шаферана (исполняется зятем Джульетты Ашотовны);
  - в финале фильма звучит композиция голландской группы «Ekseption» — Siciliano из Сонаты № 2 для флейты и клавесина (BWV 1031) И. С. Баха.
  - El Bimbo оркестра Поля Мориа

## Награды и номинации
- Премия ЦК ВЛКСМ «Алая гвоздика»[1].

## Факты
- Название фильма восходит к цитируемому в нём стихотворению:

Когда я вырасту и стану великаном,

Я всем разбитые коленки излечу.

И всех ребят из нашего подъезда

Я через крыши прыгать научу.

- На уроке литературы Петя Копейкин представляет народную сказку «Курочка Ряба» в манере и с пародийным сохранением стиля известных поэтов Гомера, Бальмонта, Маяковского. Автором пародий является известный математик и лингвист В. А. Успенский[2], написавший их в 1945 году по окончании седьмого класса[3].
- В эпизодах фильма упоминаются:
  - пьеса «Сирано де Бержерак» (исполняется в школьном театре);
  - томик стихов Вознесенского (Ласточкин приносит Горошкиной по её просьбе);
  - роман «Гаргантюа и Пантагрюэль» (чтение этой книги Копейкиным возмутило Эльвиру Павловну);
  - отрывок из «Ромео и Джульетты» (театрально исполняет учительница английского языка на факультативе);
  - гастроли Ленинградского Большого драматического театра с Сергеем Юрским (упоминаются постановки «Фантазии Фарятьева», «История лошади» и «Три мешка сорной пшеницы»);
- Сценарий фильма вышел в книжной серии «Библиотека кинодраматургии» в 1982 году[1] с предисловием Ролана Быкова.
- В фильме использованы подлинные детские стихи (в том числе В. П. Лапина), а также стихи Д. Хармса и Людмилы Воробковой.